# Decatur megye (Kansas)
Decatur megye az Amerikai Egyesült Államokban, azon belül Kansas államban található. Megyeszékhelye és legnagyobb városa Oberlin. Lakosainak száma 2764 fő (2020. április 1.). Decatur megye Red Willow, Sheridan, Furnas, Norton, Thomas és Rawlins megyékkel határos.

## Népesség
A megye népességének változása:
| Lakosok száma | 2947 | 2920 | 2890 | 2930 | 2932 | 2764 |
|               | 2010 | 2011 | 2012 | 2013 | 2015 | 2020 |